# Я̄
Cette page contient des caractères spéciaux ou non latins. S’ils s’affichent mal (▯, ?, etc.), consultez la page d’aide Unicode.
Le ia macron (capitale Я̄, minuscule я̄) est une lettre de l'alphabet cyrillique utilisée en aléoute, evenki, ingouche, mansi, nanaï, néguidale, oultche, same de Kildin, selkoupe, et tchétchène.

## Représentation informatique
Le ia macron peut être représenté avec les caractères Unicode suivants :
- décomposé (cyrillique, diacritiques) :

| formes    | représentations | chaînes de caractères | points de code | descriptions                                      |
| --------- | --------------- | --------------------- | -------------- | ------------------------------------------------- |
| capitale  | Я̄               | Я◌̄                    | U+042F U+0304  | lettre majuscule cyrillique ia diacritique macron |
| minuscule | я̄               | я◌̄                    | U+044F U+0304  | lettre minuscule cyrillique ia diacritique macron |